# ارمانو اولمی
ارمانو اولمی (ایتالیایی: Ermanno Olmi؛ ۲۴ ژوئیه ۱۹۳۱ – ۷ مه ۲۰۱۸) کارگردان و فیلم‌نامه‌نویس ایتالیایی بود.

## زندگی‌نامه
اولمی در سال ۱۹۳۱ در برگامو واقع در لومباردی به دنیا آمد. او پس از آموزش رشته بازیگری به حرفه تهیه‌کنندگی نمایش‌ها مشغول شد و سپس به سینما روی آورد. اولمی از ۱۹۵۴ تا ۱۹۶۱ بیش از سی فیلم مستند ساخته‌است. بعد از این دوره شرکتی برای تهیه فیلم تأسیس کرد و از سال ۱۹۶۱ تا ۱۹۶۵ در این شرکت، در شهر میلان کار می‌کرد. او فیلم نامزدها را در همین شرکت تهیه و کارگردانی کرد. اولمی بیشتر به تهیه و کارگردانی فیلم‌های مستند تلویزیونی دست زده‌است.
معروف‌ترین ساخته‌اش، «درخت سندل‌های چوبی» در سال ۱۹۷۸ نخل طلای جشنواره کن را ربود. اولمی در سال ۲۰۰۶ بخشی از فیلم سه قسمتی «بلیت‌ها» را کارگردانی کرد که دو بخش دیگر آن توسط عباس کیارستمی و کن لوچ ساخته شده بود.
در پنجم ماه مه درگذشت

## فیلم‌شناسی
- زمان متوقف شده (زمان از حرکت بازایستاد)، ۱۹۵۸
- شغل (۱۹۶۱)
- یک داستان میلانی (۱۹۶۲)
- نامزدها (۱۹۶۲)
- و مردی می‌آمد (۱۹۶۴)
- یک روز خوب (۱۹۶۸)
- در طول تابستان (۱۹۷۱)
- موقعیت (۱۹۷۴)
- درخت چوب سندل (۱۹۷۸)
- میلان (۱۹۸۳)
- افسانه دائم‌الخمر مقدس (۱۹۸۸)
- راز چوب کهنه (۱۹۹۳)
- بلیت‌ها (۲۰۰۶)